# Мигрирующий моторный комплекс
Мигри́рующий мото́рный ко́мплекс (сокр. ММК) — циклическая, стереотипно повторяющаяся сократительная активность желудка и тонкой кишки в межпищеварительный период. Мигрирующий моторный комплекс характерен для периода покоя пищеварительного тракта. После приёма пищи моторная активность желудка и тонкой кишки значительно видоизменяется и ММК прерывается.
Сокращения, возникающие в рамках мигрирующего моторного комплекса, обеспечивают продвижение по пищеварительному тракту остатков пищи, слизи, бактерий, пищеварительных соков. Гладкомышечная активность, составляющая мигрирующий моторный комплекс, возникает в теле желудка и примерно со скоростью 5 см в минуту продвигается («мигрирует») в дистальном направлении (к более нижним отделам ЖКТ). Общая продолжительность цикла мигрирующего моторного комплекса — около 90—120 минут.
Впервые циклическая моторная активность в межпищеварительный период была обнаружена в 1902 году В. Н. Болдыревым в лаборатории И. П. Павлова в опытах на фистульных собаках. Впоследствии была переоткрыта J. H. Szurszewski и получила наименование migrating motor complex.

## Фазы мигрирующего моторного комплекса
Мигрирующий моторный комплекс у здоровых людей отличается постоянством характеристик и состоит из циклически повторяющихся фаз:

### I-я фаза — фаза покоя
Характеризуется генерацией медленных волн, не сопровождающихся потенциалами действия (спайками) и, соответственно, сокращениями желудка и тонкой кишки. Длительность фазы составляет около 40-60 % времени всего цикла.

### II-я фаза — фаза нарастания моторной активности
Во время этой фазы появляются отдельные, спорадические сокращения желудка и тонкого кишечника, сила и частота которых постепенно нарастает. Начинается перемещение содержимого желудка и кишки. Характеризуется появлением сокращений с минутным интервалом — так называемый минутный ритм. Сокращения распространяются на 50—80 см со скоростью около 1,7—3 см в секунду, что совпадает со скоростью медленных волн. Длительность фазы — 20-30 % продолжительности цикла.

### III-я фаза — фаза фронтальной активности
Фаза максимальной активности. Характеризуется интенсивными ритмическими сокращениями. В тонкой кишке сокращения распространяются с полным перекрытием просвета кишки. Скорость перистальтических волн в двенадцатиперстной и верхней части тощей кишки примерно 7 см в минуту. Проходя ниже по тонкому кишечнику, волна замедляется до 2 см в минуту. Во время этой фазы транспортируется в толстую кишку до половины общего объёма содержимого тонкого кишечника. Продолжительность фазы 5—10 минут.
71 % мигрирующих моторных комплексов III-ей фазы образуются в желудке, 28 % — в двенадцатиперстной кишке, 1 % — в тощей кишке.
Во время этой фазы возможны ретроградные (двигающиеся в противоположном направлении) сокращения. Это явление носит название физиологический ретроперистальтический насос и направлено на удлинение фазы пищеварения в двенадцатиперстной кишке.

### IV-я фаза — фаза последействия
Данную фазу выделяют не все авторы.
Короткая по времени фаза перехода от интенсивных сокращений III-ей фазы к фазе покоя.

## Влияние на ММК возраста, времени суток и состояния человека
Мигрирующий моторный комплекс у недоношенных детей младше 32 недель с момента зачатия, не наблюдается. Фаза III у детей отличается от взрослых и зависит от срока, прошедшего с момента зачатия. У детей с возрастом от 32 — 40 недель от зачатия сокращения в гастродуоденальной зоне в третьей фазе происходят с той же частотой, что у взрослых, однако они не мигрируют в каудальном направлении. К 40 неделям от зачатия ММК становятся в качественном отношении похожими на ММК взрослых, но при этом у недоношенных детей миграция ММК медленнее, средний интервал между фазами активности короче, амплитуда сокращений меньше. У здоровых детей, родившихся в срок, ММК появляются уже в утробе матери. После 80 лет частота циклов ММК снижается.
Днём скорость распространения ММК по кишечнику больше в 2,5 раза, чем ночью. Во время ночного сна первая фаза ММК — фаза покоя заметно длиннее и достигает 80 минут. При этом амплитуда сокращений больше, а вторая фаза и весь цикл ММК — короче. Днём первая фаза короче (около 10 минут), а сама активность тонкого кишечника выше. Пробуждение ночью нарушает цикличность ММК, а утреннее — нет.
Высшая нервная деятельность оказывает значительное влияние на ММК. Депрессии, напряжённая умственная работа сокращают длительность третьей фазы. При этом дневной стресс оказывает на ММК меньшее влияние, чем ночной.
Длительный перерыв в питании уменьшает моторную активность. После 24—36-ти часового голодания сократительная активность падает на 70 %. Только половина ММК, возникающих в двенадцатиперстной кишке, достигает середины тощей кишки и только 10 % — начало подвздошной. Доля мигрирующих моторных комплексов, возникающих в двенадцатиперстной кишке коррелирована с длительностью голодания.

## Исследования мигрирующего моторного комплекса
Параметры мигрирующего моторного комплекса важны при диагностике состояния моторной функции желудочно-кишечного тракта. Для записи ММК применяется антродуоденальная манометрия, наиболее распространённый вариант которой использует водно-перфузионную технологию измерения внутриполостного давления в антральном отделе желудка, в двенадцатиперстной кишке, в дуоденоеюнальном переходе и, при необходимости, в тощей кишке. Исследования проводятся в два этапа: на голодный желудок (продолжительность процедуры около 4 часов) и после приёма пищи (около 2 часов). Показаниями к проведению исследования могут быть осложнённые формы язвенной болезни желудка, двенадцатиперстной кишки и другие заболевания. Особенно важно манометрическое исследование для выбора метода оперативного вмешательства и прогнозирования послеоперационного нарушения гастродуоденальной эвакуации.

## Связь циклов желчеобразования и желчевыделения с ММК
Мигрирующий моторный комплекс гастродуоденальной зоны синхронизирован с другими физиологическими процессами организма. В межпищеварительный период желчный пузырь выделяет около четверти своего содержимого синхронно с поздней частью II-й фазы мигрирующего моторного комплекса в тонкой кишке. В течение каждой из фаз ММК имеются периоды как заполнения, так и опорожнения желчного пузыря. Максимум выделения желчи наблюдается, когда сокращения третьей фазы ММК достигают подвздошной кишки. Предполагается, что это связано со стимулирующим влиянием на желчеобразование жёлчных кислот, всасывающихся подвздошной кишкой.
Аналогично, во время второй и, особенно, третьей фазы ММК, возрастает частота и амплитуда сокращений сфинктера Одди, что предопределяет увеличение отделения желчи через этот сфинктер.